# Águia (barco a vapor)
A Barca a vapor Águia foi uma embarcação da Armada Imperial Brasileira. Foi a única a ostentar esta denominação na esquadra brasileira como homenagem ao símbolo imperial e a constelação do hemisfério setentrional.
O governo comprou esta embarcação cujo nome anterior era Barca de vapor Commercio  do inglês Tomás Messiter radicado no Rio Grande do Sul.

## Guerra dos Farrapos
A barca atuou como navio transporte e correio durante a Revolução Farroupilha. Entrou em combate, quando transportava o Ministro da Guerra do Império Sebastião do Rego Barros na Lagoa dos Patos, em confronto com as forças de Giuseppe Garibaldi na época capitão-tenente, comandante da marinha farroupilha.